# Bitka pri Longue-Pointe
Bitka pri Longue-Pointe (francosko Bataille de Longue-Pointe) je bil poskus Ethana Allena in majhne sile ameriške in quebeške milice, da bi 25. septembra 1775, na začetku ameriške revolucionarne vojne, zavzeli Montreal pred britanskimi silami. Allen, ki mu je bilo naročeno le, naj med lokalnimi prebivalci zbere sile milice, je že dolgo razmišljal o zavzetju slabo branjenega mesta. Ko je s približno 110 možmi dosegel južno obalo reke sv. Lovrenca, je izkoristil priložnost in poskusil. Major John Brown iz Pittsfielda, za katerega je Allen trdil, da naj bi zagotovil dodatne sile, se ni pojavil kot so načrtovali in je Allena in njegove može izoliral na severni strani reke.
Britanski general Guy Carleton je kot odgovor na novico o Allenovem prečkanju reke St. Lawrence poslal enoto, sestavljeno večinoma iz milice Quebec. Ta enota je Allenu odrezala pot za pobeg ter sčasoma obkolila in ujela Allena in številne njegove može. Carleton je sčasoma zapustil Montreal, ki je 13. novembra brez boja padel v roke sil kontinentalne vojske. Allena so najprej poslali v Anglijo, nato pa v New York kot ujetnika, leta 1778 pa so ga nazadnje zamenjali.